# Голубовка (Партизанский район)
В Приморье в Дальнереченском районе тоже есть село Голубовка.
Голубовка — село в Партизанском районе Приморского края.
Ближайший населённый пункт к городу Находке. Голубовка расположена ближе к городу, чем его отдалённые районы, подчинённые администрации Находки. Расстояние от Находки составляет всего около 3 км (3,5 км по дороге) к северо-востоку от окраины города, недалеко от начала автотрассы «Находка — Кавалерово».
Близость к Находке и определяет развитие села.

## Население
| 1898 | 1900 | 1912 | 1915 | 2002 | 2010 |
| ---- | ---- | ---- | ---- | ---- | ---- |
| 217  | ↗257 | ↗413 | ↘392 | ↘361 | ↗526 |